# Booneville, Mississippi
Booneville är en stad (city) som är administrativ huvudort i Prentiss County i Mississippi i USA.
Booneville grundades 1853 när Mobile and Ohio Railroad drogs fram och fick stadsprivilegier 1861. Orten har fått sitt namn efter Reuben Holman Boone, en släkting till pionjären och nybyggaren Daniel Boone.
Vid 2020 års folkräkning hade Booneville 9 126 invånare. Orten ingår i Tupelos storstadsområde (micropolitan statistical area).
I Booneville finns Northeast Mississippi Community College.

## Kända personer
- Travis Childers, politiker